# Bulurejo (Juwiring)
Bulurejo is een bestuurslaag in het regentschap Klaten van de provincie Midden-Java, Indonesië. Bulurejo telt 3198 inwoners (volkstelling 2010).